# 比塞爾 (加利福尼亞州)
比塞爾（英語：Bissell）是位於美國加利福尼亞州克恩縣的一個非建制地區。該地的面積和人口皆未知。

## 地理
比塞爾的座標為34°59′01″N 118°00′08″W / 34.98361°N 118.00222°W，而該地的平均海拔高度為772米（即2533英尺）。